# Eupithecia turfosata
Eupithecia turfosata är en fjärilsart som beskrevs av Max Wilhelm Karl Draudt 1908. Eupithecia turfosata ingår i släktet Eupithecia och familjen mätare. Inga underarter finns listade i Catalogue of Life.